# كريس باول
كريس باول (بالإنجليزية: Chris Powell)‏ (8 سبتمبر 1969 المملكة المتحدة - ) هو لاعب كرة قدم بريطاني يلعب كمدافع.

## مسيرته الكروية
لعب كريس باول خلال مسيرته الاحترافية مع 8 أندية في ثلاثة وعشرون موسمًا وسجل خلالها 7 أهداف ضمن 667 مباراة. ولم يفز بأي موسم بالكأس أو بالدوري.
خاض كريس باول مسيرته مع نادي كريستال بالاس في موسم 1988–89 لمدة موسم واحد، مشاركًا في 3 مباريات ولم يسجل أي هدف. ثم انتقل إلى نادي ألدرشوت في موسم 1989–90 لمدة موسم واحد، حيث شارك في 11 مباراة ولم يسجل أي هدف أيضًا. لينتقل بعدها إلى نادي ساوثيند يونايتد في موسم 1990–91 ليلعب معه ستة مواسم، مشاركًا في 248 مباراة سجل خلالها 3 أهداف. ثم انتقل إلى نادي ديربي كاونتي في موسم 1995–96 واستمر معه طيلة ثلاثة مواسم، مشاركًا في 91 مباراة سجل خلالها هدفًا واحدًا. هذا وانتقل لاحقًا إلى نادي تشارلتون أثلتيك في موسم 1998–99 في المرة الأولى ليلعب معه خمسة مواسم ثم في موسم 2005–06 ولمدة موسمين ثم في موسم 2007–08 لمدة موسم واحد، مشاركًا طوالها في 244 مباراة سجل خلالها 3 أهداف. ثم انتقل بعدها إلى نادي وست هام يونايتد في موسم 2004–05 لمدة موسم واحد، مشاركًا في 36 مباراة ولم يسجل أي هدف. ليعود وينتقل من جديد، لكن هذه المرة إلى نادي واتفورد في موسم 2006–07 لمدة موسم واحد، مشاركًا في 15 مباراة ولم يسجل أي هدف أيضًا. لينتقل بعدها إلى نادي ليستر سيتي في موسم 2008–09 ولمدة موسمين، مشاركًا في 19 مباراة ولم يسجل أي هدف أيضًا.

## وصلات خارجية
كريس باول على موقع قاعدة بيانات كرة القدم.إي يو (الإنجليزية)
- كريس باول على موقع ناشيونال فوتبول تيمز (الإنجليزية)
- كريس باول على موقع Soccerbase.com (لاعب) (الإنجليزية)
- كريس باول على موقع Soccerway.com (الإنجليزية)
- كريس باول على موقع عالم كرة القدم.نت (الإنجليزية)